# Franz Ludwig von Cancrin

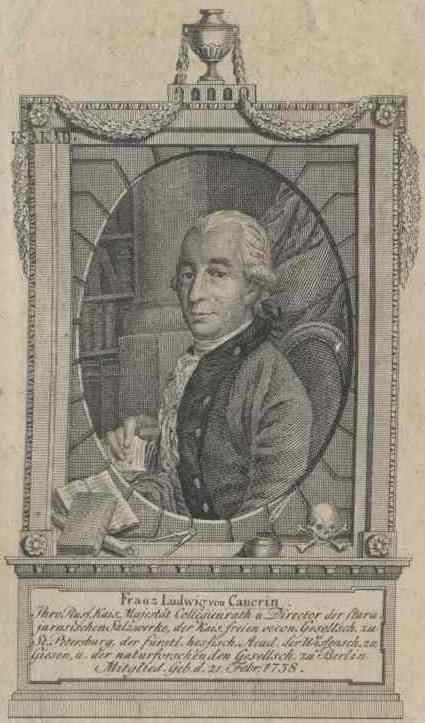
Franz Ludwig von Cancrin

Franz Ludwig Cancrin, seit 1786 von Cancrin, latinisiert: Franz Ludwig von Cancrinus (* 21. Februar 1738 in Breidenbach; † 29. Märzjul. / 10. April 1816greg. in Staraja Russa bei Nowgorod), war ein Ingenieur, Mineraloge, Metallurge und Baumeister in noch vorindustrieller Zeit.

## Familie
Er stammte aus einer Familie, die ihren ursprünglichen Familiennamen „Krebs“, dem Zeitgeschmack folgend latinisiert hatte, und dem Berg- und Hüttenwesen eng verbunden war. Er war der Sohn des Hessen-Kasseler Bergmeisters Johann Heinrich Cancrin (1710–1768), seine Mutter war Anna Katherina, geborene Fresenius, deren Vater Berginspektor war. Mitglieder der Familie leiteten in den Jahren 1736–1790 die Kupfer- und Silberbergwerke von Bieber im Spessart in der damaligen Grafschaft Hanau-Münzenberg, sowie zeitweise die Bergwerke bei Hain-Gründau in der damaligen Grafschaft Ysenburg-Büdingen-Büdingen.
Franz Ludwig Cancrin heiratete 1773 Maria Louise Philippine Kröber, ebenfalls Tochter eines Bergrates, aus dem Herzogtum Pfalz-Zweibrücken. Aus der Ehe gingen sieben Kinder hervor, von denen vier das Kindesalter nicht überlebten. Die anderen waren:
- Georg Cancrin (1774–1845), russischer Finanzminister
- Franziska (1777–1849), verheiratete Wolframsdorff
- Karoline (1782–1847).

## Karriere

### Hessen-Hanau

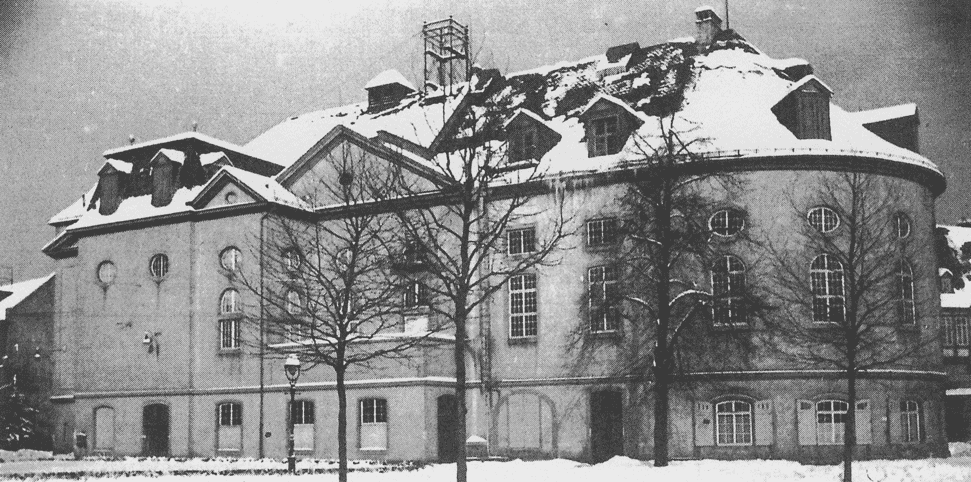
Stadttheater Hanau

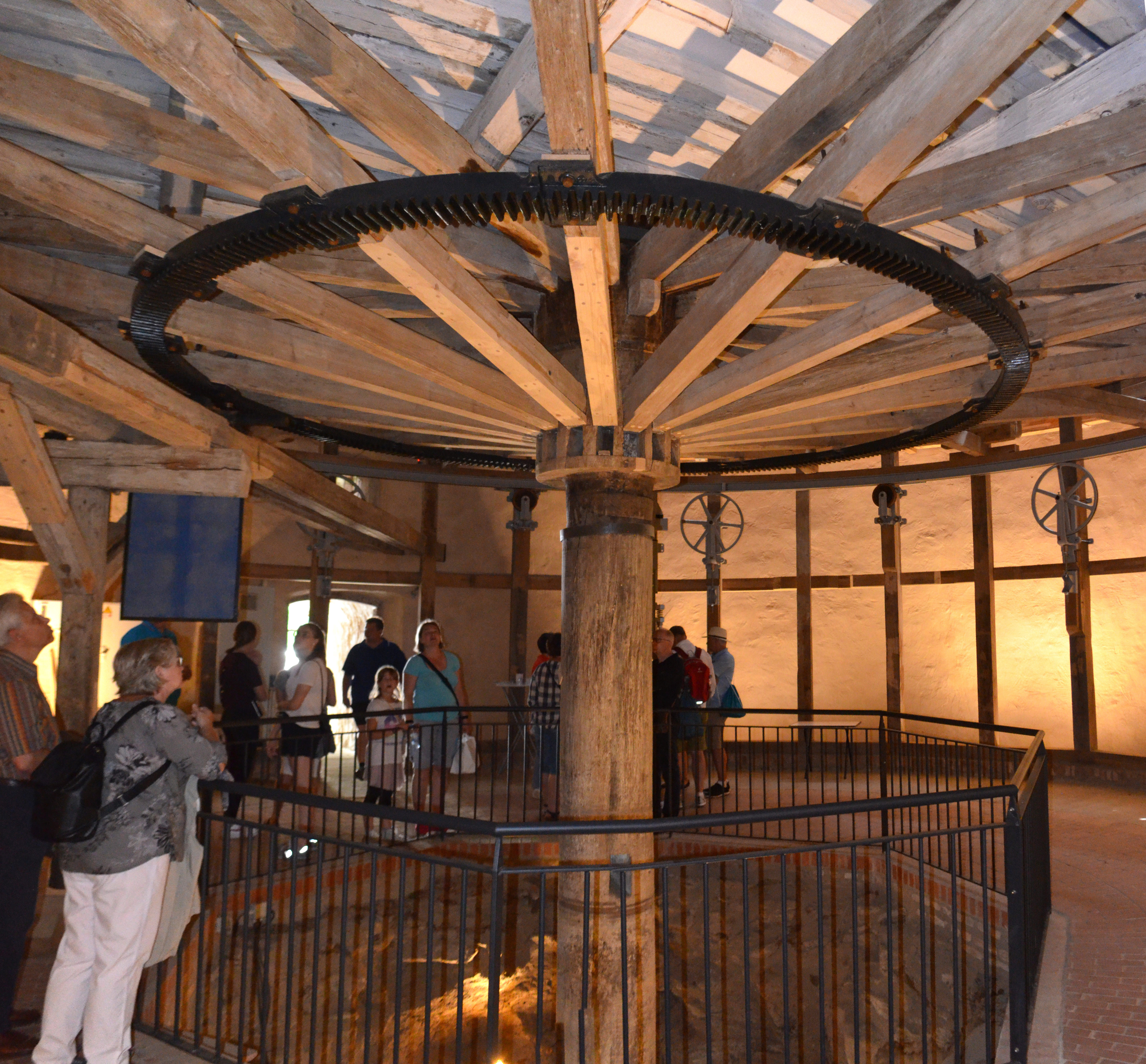
Mechanik des Wilhelmsbader Karussells

Franz Ludwig Cancrin ging in Bieber zur Schule, wo sein Vater seit 1741 Bergwerksdirektor war. Er bereitete sich auf ein Studium der Rechtswissenschaft vor, erhielt aber auf Wunsch des Landesherren auch eine Ausbildung in den Bergwissenschaften: Von Landgraf Wilhelm VIII., der 1736 die Grafschaft Hanau-Münzenberg geerbt hatte, erhielt er ein Stipendium und studierte ab 1759 Mathematik und Rechtswissenschaft an der Universität Jena. Auch beschäftigte er sich mit Architektur. 1763/64 unternahm er eine Studienreise zu einer großen Zahl von Bergwerken, worüber er ein Buch veröffentlichte.
Franz Ludwig Cancrin stand zunächst in Diensten des späteren Landgrafen Wilhelm IX./I. von Hessen-Kassel (1743–1821), der 1760 (noch minderjährig) die Grafschaft Hanau-Münzenberg geerbt hatte. Franz Ludwig Cancrin war dort in der Rentkammer Sekretär (ab 1767 als „Assessor“). In dieser Funktion war er auch für das Bergwerks- und Salzwesen der Grafschaft, vor allem die Salinen (im heutigen Bad Nauheim), zuständig. Er wurde damit auch der Chef seines Vaters, der weiterhin die Bergwerke in Bieber leitete. Weiter war Franz Ludwig Cancrin in der Bauverwaltung als Hofbaudirektor tätig. Auch unterrichtete er als Professor an der Hohen Landesschule in Hanau Mathematik und war der Privatlehrer von Prinz Friedrich von Hessen-Kassel (1772–1784) in diesem Fach.
Seit 1768 gehörte er zur Direktion des Hanauer Theaters und erbaute im gleichen Jahr das Theatergebäude. Auch war er Architekt von Wilhelmsbad. Unter anderem konstruierte er dort 1780 ein großes, heute noch erhaltenes und wieder betriebsbereit hergerichtetes Karussell.  Es gilt heute als das älteste Karussell der Welt. 
1773 wurde er „wirklicher Kammerrat“. Um zwischen den zahlreichen von ihm betreuten Baustellen zu reisen, stand ihm eine eigene Kutsche zur Verfügung. 1774 wurde er zum Direktor der Münze in Hanau ernannt, 1781 zum Oberkammerrat und Regierungsrat.
1782 kam es zum Bruch zwischen Franz Ludwig Cancrin und Wilhelm IX., weil sich Cancrin beim Aufbau der Saline Gerabronn engagiert hatte, die eine wirtschaftliche Konkurrenz zur Saline in Bad Nauheim darstellte und von Ludwig Friedrich von Gall, Oberhofmarschall des Vaters von Wilhelm IX., dem in Hessen-Kassel regierenden Friedrich II. von Hessen-Kassel, betrieben wurde. Landgraf Friedrich II. und Prinz Wilhelm waren politische Gegner, auch weil Friedrich II. die Legitimation Wilhelm IX. bestritt, in Hanau zu regieren. Franz Ludwig Cancrin wurde zu sechs Monaten Festungshaft verurteilt, die er im Schloss Babenhausen verbüßte.

### Russland
1782/83 war er kurzzeitig für Friedrich Karl Alexander, Markgraf von Ansbach, als Kanzleidirektor in Altenkirchen tätig und beriet ihn weiterhin in Angelegenheiten der Saline in Gerabronn.
Dann erhielt er einen Ruf von Katharina II. als Direktor der Salzwerke in Staraja Russa im Gouvernement Nowgorod. Er fand dort ein Sudhaus und sechs Gradierwerke vor.
1786 bis 1793 erhielt er einen von russischer Seite bezahlten Forschungsaufenthalt in Westeuropa, den er vornehmlich in Gießen verbrachte und auch dazu nutzte, sein Hauptwerk, Erste Gründe der Berg- und Salzwerkskunde in 12 Bänden fertigzustellen. Die deutschsprachige Ausgabe erschien von 1773 bis 1791 in Frankfurt am Main. Weiter erschien das Werk in einer Teilübersetzung in Russisch und in einer stark gekürzten Ausgabe auf Französisch. Die russische Ausgabe besteht aus den ersten zehn Bänden und wurde von acht Übersetzern ins Russische übertragen, in der Druckerei der Bergakademie Sankt Petersburg verlegt und von der Hochschule an verdiente Absolventen vergeben.
1793 kehrte Cancrin endgültig nach Russland zurück, wurde 1796 Mitglied des Bergkollegiums und 1798 Kollegienrat. Das hatte zur Folge, dass er nach Sankt Petersburg zog, wo Zar Paul I. ihm ein Haus schenkte. 1800 übernahm er erneut die Leitung der Saline von Staraja Russa; wobei er hier seinem Sohn, Georg Cancrin (1774–1845), der ihm 1797 nach Russland gefolgt war, eine Anstellung verschaffen konnte.
1812 ging er bei vollem Gehalt in den Ruhestand.

## Mitgliedschaften
- Hessische Akademie der Wissenschaften, Gießen (1768)[27]
- Naturforschende Gesellschaft zu Berlin (1778)[28]
- Kaiserliche Freie Ökonomische Gesellschaft zu Sankt Petersburg[29]

## Ehrungen
Am 21. Dezember 1784 wurde Franz Ludwig Cancrin von Kaiser Joseph II. in den Adelsstand erhoben, nannte sich ab sofort „von Cancrin“.
In Breidenbach, Hanau, Biebergemünd und Sailauf sind Straßen nach Cancrin benannt.
Dass er auch Namensgeber des Minerals Cancrinit gewesen sein soll, beruht auf einer Fehlinformation, die durch Karl Wilhelm Gümbel in die Welt gesetzt und dann vielfach abgeschrieben wurde. Namensgeber für das Mineral war vielmehr sein Sohn, der russische Finanzminister Georg Cancrin.

## Werke

### Bauten
- Collegienbau, Hanau[33]

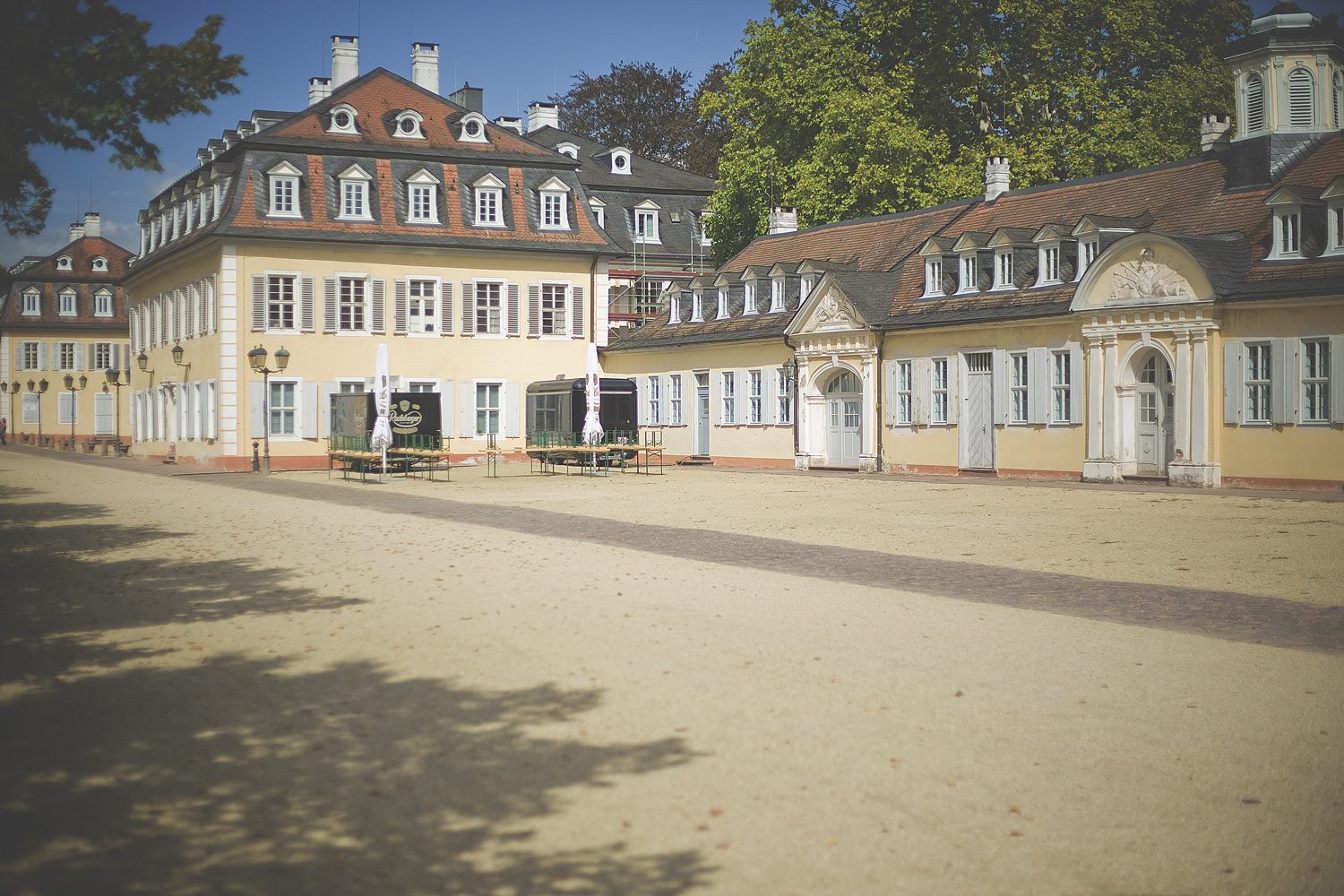
Kuranlage Wilhelmsbad

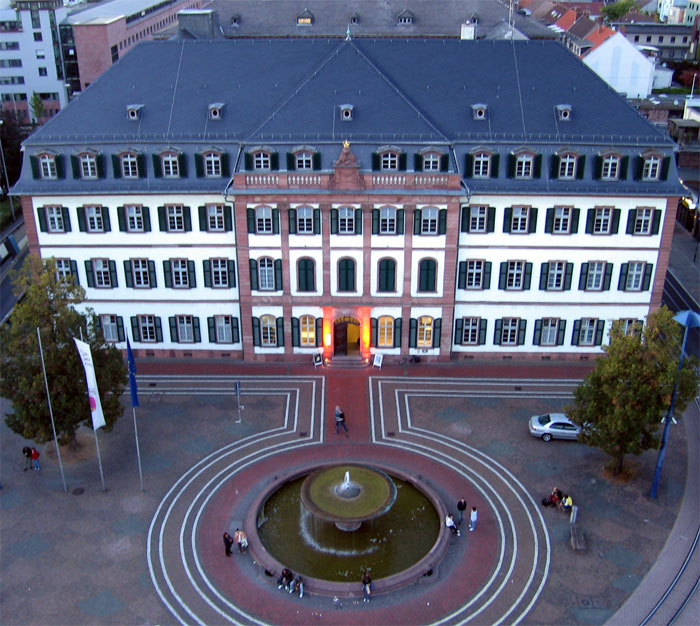
Kollegiengebäude Darmstadt

- Theater Hanau, 1768, im Zweiten Weltkrieg beschädigt, anschließend abgerissen[34]
- Amtshof in Rodheim, 1770 (später: Rathaus)[35]
- Salzamtsgebäude, Bad Nauheim, 1772[36]
- Wilhelmsbad, 1772–1782[37]
- Stadtplanung in Darmstadt, westlich des Residenzschlosses, 1777
- Kollegiengebäude in Darmstadt, ab 1777, im Auftrag des Staatsministers Friedrich Karl von Moser, heute Sitz des Regierungspräsidiums Darmstadt[38]
- Haus für Kammerrat Stamm, Darmstadt
- Lutherische Kirche in Neuwied, 1783–1789, 1876 abgebrannt[39]
- Salzsiederei, Gradierwerk und Windmühle zum Betrieb der Pumpen in Bad Nauheim[40]
- Vorwerk, Babenhausen
- Burgkirche in Friedberg, ab 1783[41]
- 1792/93 Pläne für das neue Schloss oder den „Graf Christian Bau“ in (Bad) König. Die Bauausführung lag bei Adam Becker aus Miltenberg.[42]

### Schriften
Die derzeit umfassendste – wenn auch wohl nicht vollständige – Listung des schriftstellerischen Werks von Franz Ludwig Cancrin findet sich bei Lorenz/Nickel/Nossek, S. 54–61. Es umfasste etwa 13.000 Druckseiten und 800 Kupferstiche.
- Praktische Abhandlung von der Zubereitung der Kupfererze. Frankfurt 1765
- Beschreibung der vorzüglichsten Bergwerke in Hessen, in dem Waldekkischen, an dem Haarz, in dem Mansfeldischen, in Chursachsen, und in dem Saalfeldischen. Andreae, Frankfurt 1767. Digitalisat und Volltext im Deutschen Textarchiv (ND 1971)
- Erste Gründe der unterirdischen Erdbeschreibung. Frankfurt 1773
- Gründliche Anleitung zur Schmelzkunst und Metallurgie. 1784
- Geschichte und systematische Beschreibung der in der Grafschaft Hanau Münzenberg, in dem Amte Bieber und anderen Aemtern dieser Grafschaft, auch den dieser Grafschaft benachbarten Ländern gelegenen Bergwerke. Hertel, Leipzig 1787. (Fotomechanischer Nachdruck: Mit einer Biografie des Verfassers, einer Bibliografie seiner Schriften und einem Glossar bergtechnischer Begriffe von Ernst Ludwig Hofmann. Verlag Orbensien, Bad Orb 1979).
- Erste Gründe der Berg- und Salzwerkskunde. 12 Bände. Andräische Buchhandlung, Frankfurt, 177–1791.[44]
- A. Bayer’s Bergstaatslehre. 1790
- Von der Zubereitung des Roheisens zu Schmiedeeisen. 1790
- Grundlehre der bürgerlichen Baukunst. 1790
- Abhandlung von der Anlage, dem vorteilhaftesten Bau und der Unterhaltung der Rohrbrunnen. Frankfurt 1791
- Einzelne Bauschriften, 2 Bände, 1791–1792
- Abhandlung von der vorteilhaften Grabung, der guten Fassung und dem rechten Gebrauch der süsen Brunnen, um reines und gesundes Wasser zu bekommen. Gießen 1792
- Abhandlung von der Bauung und Verwaltung der Höfe und Vorwerke. Gießen 1792
- Anleitung zu einer künstlichen und zwekmäßigen Wiesenwässerung mit Quell- Weg- Dorf- Stadt- Fluß- gesamletem Regen- und Seewasser: Mit einer Kupfertafel. Warburg 1796
- Bewährte Anweisung Schornsteine feuerfest zu bauen, wie auch Stubenöfen nach russischer Art zu verbessern. Leipzig 1797, Marburg 1799
- Rechtliches Bedenken über die Regalität der Steinbrüche, Riga, 1797
- Abhandlungen von dem Wasserrechte, sowohl dem natürlichen, als positiven, vornehmlich aber dem deutschen. Halle, 1789–1800
- Wie man das beste Eisen erhalten kann. 1800
- Vollständige Abhandlung von dem Theerbrennen in einem neuen mehr vollkommenen Theerofen worin man mit Scheidholz, Reisbunden, Torf und Stein kohlen feuern kann. Gießen 1805; Marburg 1811